# Carolinium
Ne doit pas être confondu avec Carolinum (Neustrelitz).
Carolinium et berzelium étaient les noms proposés pour de nouveaux éléments chimiques que Charles Baskerville (en) croyait avoir isolés de l'élément déjà connu thorium.

## Historique
Durant ses années à l'Université de Caroline du Nord, Baskerville a expérimenté sur le thorium et a publié ses résultats en 1901. Il rapporte avoir séparé le thorium en trois fractions aux propriétés chimiques légèrement différentes : le thorium connu et deux nouveaux éléments, le carolinium (symbole Cn) et le berzélium (symbole Bz).
Les noms dérivent de deux sources :
1. Le premier élément a été nommé en référence à l'État dans lequel l'université était située et où eurent lieu les expériences : la Caroline du Nord.
2. Le second élément a été nommé d'après Jöns Jakob Berzelius, un chimiste suédois renommé et découvreur du silicium, du sélénium, du cérium et du thorium[2].

En réponse à la publication, Bohuslav Brauner a affirmé avoir déjà déclaré que le thorium devrait être un mélange de plusieurs éléments.
En 1905, Richard Joseph Meyer (de) et A. Gumperz tentent de reproduire les résultats sans succès, démontrant ainsi que le thorium n'est qu'un élément et non un mélange.

## Dans la culture
Le roman de 1914 de H. G. Wells, La Destruction libératrice (The World Set Free), présente une bombe atomique basée sur un élément au nom similaire : le "Carolinum". Lorsqu'elle éclate, la bombe au carolinum continue alors d'exploser indéfiniment.
Bien plus tard, en 1995, Stephen Baxter reprendra le nom et le principe de ce carolinum pour son roman Les Vaisseaux du temps (The Time Ships). Ce livre est une suite de La Machine à explorer le temps (The Time Machine) et comprend de nombreuses références à d'autres œuvres de H. G. Wells.